# David Stoughton Conant
David Stoughton Conant ( * 1949- ) es un botánico estadounidense.
Posee un Ph.D., de la Harvard University. Se ha especializado en helechos de las Antillas, América del Sur, América Central, Nueva Guinea, y Borneo. 
Es investigador y profesor en "Lyndon State College", Vermont.
- La abreviatura «D.S.Conant» se emplea para indicar a David Stoughton Conant como autoridad en la descripción y clasificación científica de los vegetales.[1]

A mayo de 2008, se poseen 39 registros de sus identificaciones y nombramientos de nuevas spp. en su mayoría de la familia Cyatheaceae
De 1998 a 2000 fue presidente del "New England Botanical Club".

## Algunas publicaciones
- 1990. Observations on the Reproductive Biology of Alsophila Species and Hybrids (Cyatheaceae). Annals of the Missouri Botanical Garden, Vol. 77, N.º 2 (1990), pp. 290-296
- 1991. Phylogenetic implications of chloroplast DNA variation in the Cyatheaceae. Por este trabajo en coautoría recibió en 1991 el "Premio Edgar T. Wherry"
- 1993. The chlL ( frxC ) gene: Phylogenetic distribution in vascular plants and DNA sequence from Polystichum acrostichoides ( Pteridophyta ) and Synechococcus sp. 7002 ( Cyanobacteria ). Springer-Verlag
- 2006. Tree ferns: Monophyletic groups and their relationships as revealed by four protein-coding plastid loci. Molecular Phylogenetics and Evolution, Vol. 39, I. 3, junio de 2006, 830-845 pp.
- 2006. On the Phylogenetic Position of Cystodium: It's Not a Tree Fern – It's a Polypod!. The American Fern Society
- 2007. A molecular phylogeny of scaly tree ferns (Cyatheaceae). Am. J. Bot. 2007 94: 873-886

## Honores
Se ha nombrado a Alsophila conantiana Lehnert, en su honor